# Жемепатіс
Жемепатіс (лит. Žemėpatis) — стародавній литовський бог плодів, домохазяйства та мороку.
Його ідол щорічно розбивався і відтворювався. Жемепатісу жертвували плоди, рибу та звірів. На честь Жемепатіса утримувалися вужі, яких вигодовували молоком.
У порівнянні з древньою римською міфологією Жемепатіс є наближеним до Плутона, у порівнянні з давньогрецькою міфологією — до Аїда.